# Eredivisie 2018/19 (Frauenfußball)
Die Eredivisie 2018/19 war die neunte Spielzeit der niederländischen Eredivisie der Frauen. Meister wurde der FC Twente Enschede. Die Mannschaft, die in der Saison 2017/18 noch als SC Telstar angetreten war, trat nun als VV Alkmaar an. Hinzugekommen war zudem die Mannschaft von Excelsior/Barendrecht. Einen Absteiger gab es nicht, am 18. April 2019 wurde aber bekannt gegeben, dass Achilles ’29 seine Frauenmannschaft nach der Saison aus finanziellen Gründen zurückziehen werde.

## Modus
An der Saison nahmen neun Mannschaften teil. Sie lief über zwei Runden. In der ersten Runde hatte jede Mannschaft je ein Heim- und Auswärtsspiel gegen die anderen Mannschaften. Nach den 16 Spielen, die die Frauen des PSV Eindhoven mit vier Punkten Vorsprung auf Platz 1 abschlossen, spielten die fünf besten Mannschaften noch je zweimal gegen die vier anderen Mannschaften um den Meistertitel. Hier konnte sich Twente durchsetzen. Die vier schlechtesten Mannschaften spielten um die Plätze 6 bis 9.

## Teilnehmende Mannschaften
| Verein                | Heimort    | Stadion                                                                                    |
| Achilles ’29          | Groesbeek  | Sportpark De Heikant                                                                       |
| ADO Den Haag          | Den Haag   | ADO Den Haag Stadion/Sportpark Nieuw Hanenburg                                             |
| Ajax Amsterdam        | Amsterdam  | Sportpark De Toekomst                                                                      |
| VV Alkmaar            | Alkmaar    | TATA Steel Stadion Sportpark De Wending (Heerhugowaard) AFAS Trainingscomplex (Wormerland) |
| Excelsior/Barendrecht | Rotterdam  | Van Donge & De Roo Stadion Sportpark De Bongerd (Barendrecht)                              |
| SC Heerenveen         | Heerenveen | Sportpark Skoatterwâld Zuidersportpark (Sneek)                                             |
| PSV Eindhoven         | Eindhoven  | Jan Louwers Stadion Sportcomplex De Herdgang                                               |
| FC Twente Enschede    | Enschede   | De Grolsch Veste Sportpark Slangenbeek (Hengelo) FC Twente-trainingscentrum (Hengelo)      |
| PEC Zwolle            | Zwolle     | MAC³PARK Stadion Sportpark Ceintuurbaan                                                    |

## Abschlusstabelle
| Pl. | Verein                | Sp. | S  | U | N  | Tore    | Diff. | Punkte |
| --- | --------------------- | --- | -- | - | -- | ------- | ----- | ------ |
| 1.  | PSV Eindhoven         | 16  | 13 | 1 | 2  | 054:110 | +43   | 40     |
| 2.  | FC Twente Enschede    | 16  | 11 | 3 | 2  | 052:180 | +34   | 36     |
| 3.  | Ajax Amsterdam (M)    | 16  | 9  | 4 | 3  | 038:140 | +24   | 31     |
| 4.  | ADO Den Haag          | 16  | 9  | 1 | 6  | 042:230 | +19   | 28     |
| 5.  | PEC Zwolle            | 16  | 6  | 2 | 8  | 034:340 | ±0    | 20     |
| 6.  | AZ Alkmaar            | 16  | 6  | 2 | 8  | 024:400 | −16   | 20     |
| 7.  | SC Heerenveen         | 16  | 5  | 4 | 7  | 034:360 | −2    | 19     |
| 8.  | Excelsior/Barendrecht | 16  | 2  | 1 | 13 | 014:440 | −30   | 07     |
| 9.  | Achilles ’29          | 16  | 2  | 0 | 14 | 010:820 | −72   | 06     |

| (M) | Meister 2017/18 |

### Beste Torschützinnen
| Rang | Spielerin     | Team       | Tore |
| ---- | ------------- | ---------- | ---- |
| 1    | Joelle Smits  | Twente     | 17   |
| 2    | Katja Snoeijs | PSV        | 16   |
| 3    | Babiche Roof  | Zwolle     | 14   |
| 4    | Tiny Hoekstra | Heerenveen | 12   |
| 4    | Ellen Jansen  | Ajax       | 12   |
| 4    | Pia Rijsdijk  | ADO        | 12   |
| 7    | Renate Jansen | Twente     | 11   |

## Playoffs

### Meisterschaft
Die fünf besten Vereinen spielten um die Meisterschaft, dabei wurde die Hälfte der Punkte übertragen. Jede Mannschaft spielte noch zweimal gegen jede andere Mannschaft. Die beste Mannschaft qualifizierte sich für die UEFA Women’s Champions League 2019/20. Dort schied Twente im Achtelfinale nach zwei Niederlagen (0:6 und 0:1) gegen den deutschen Meister VfL Wolfsburg aus.
| Pl. | Verein             | Sp. | S | U | N | Tore    | Diff. | Punkte | Bonus | Gesamt |
| --- | ------------------ | --- | - | - | - | ------- | ----- | ------ | ----- | ------ |
| 1.  | FC Twente Enschede | 8   | 5 | 2 | 1 | 018:900 | +9    | 17     | 18    | 35     |
| 2.  | Ajax Amsterdam     | 8   | 4 | 4 | 0 | 012:400 | +8    | 16     | 16    | 32     |
| 3.  | PSV Eindhoven      | 8   | 3 | 2 | 3 | 016:110 | +5    | 11     | 20    | 31     |
| 4.  | ADO Den Haag       | 8   | 1 | 4 | 3 | 013:190 | −6    | 07     | 14    | 21     |
| 5.  | PEC Zwolle         | 8   | 0 | 2 | 6 | 009:250 | −16   | 02     | 10    | 12     |

#### Beste Torschützinnen
| Rang | Spielerin       | Team   | Tore |
| ---- | --------------- | ------ | ---- |
| 1    | Joelle Smits    | Twente | 8    |
| 2    | Renate Jansen   | Twente | 7    |
| 3    | Pia Rijsdijk    | ADO    | 5    |
| 4    | Naomi Pattiwael | PSV    | 4    |
| 4    | Babiche Roof    | Zwolle | 4    |
| 4    | Katja Snoeijs   | PSV    | 4    |

### Platzierung
Die vier schlechtesten Vereinen spielten um die Plätze 6 bis 9, dabei wurde die Hälfte der Punkte übertragen. Jede Mannschaft spielte noch dreimal gegen jede andere Mannschaft. Dabei hatten die beiden besseren Mannschaften insgesamt fünf Heimspiele und vier Auswärtsspiele, die beiden schlechteren Mannschaften vier Heimspiele und fünf Auswärtsspiele.
| Pl. | Verein                | Sp. | S | U | N | Tore    | Diff. | Punkte | Bonus | Gesamt |
| --- | --------------------- | --- | - | - | - | ------- | ----- | ------ | ----- | ------ |
| 7.  | SC Heerenveen         | 9   | 7 | 2 | 0 | 040:800 | +32   | 23     | 10    | 33     |
| 8.  | AZ Alkmaar            | 9   | 3 | 4 | 2 | 023:160 | +7    | 13     | 10    | 23     |
| 8.  | Excelsior/Barendrecht | 9   | 3 | 3 | 3 | 013:140 | −1    | 12     | 4     | 16     |
| 9.  | Achilles ’29          | 9   | 0 | 1 | 8 | 008:460 | −38   | 01     | 3     | 4      |

#### Beste Torschützinnen
| Rang | Spielerin           | Team       | Tore |
| ---- | ------------------- | ---------- | ---- |
| 1    | Tiny Hoekstra       | Heerenveen | 15   |
| 2    | Suzanne Admiraal    | Heerenveen | 09   |
| 3    | Anne Duppen         | Alkmaar    | 05   |
| 3    | Sherallin Henriquez | Excelsior  | 05   |
| 3    | Simone Kets         | Alkmaar    | 05   |
| 3    | Qunity Sabajo       | Heerenveen | 05   |